# Utut Adianto
Utut Adianto Wahyuwidayat (* 16. März 1965 in Jakarta) ist ein indonesischer Schachspieler, Schachfunktionär und Politiker (PDI-P).

## Leben
Das Schachspielen lernte er, als er sechs Jahre alt war. Bis 1989 studierte er an der geisteswissenschaftlichen Fakultät der Universität Padjadjaran in Bandung. Politikwissenschaft 1992 erhielt er den Parama Krida Pratama Award. 1995 wurde er in Indonesien zum Sportler des Jahres gewählt und erhielt den Parama Krida Utama Award. Er ist stellvertretender Vorsitzender des Indonesischen Schachbundes (Percasi) und Mitbegründer einer Schachschule in Jakarta. Für die Partai Demokrasi Indonesia – Perjuangan gewann er 2009 einen Sitz im People’s Representative Council Indonesiens.
Adianto ist verheiratet und hat eine Tochter.

## Erfolge im Schach

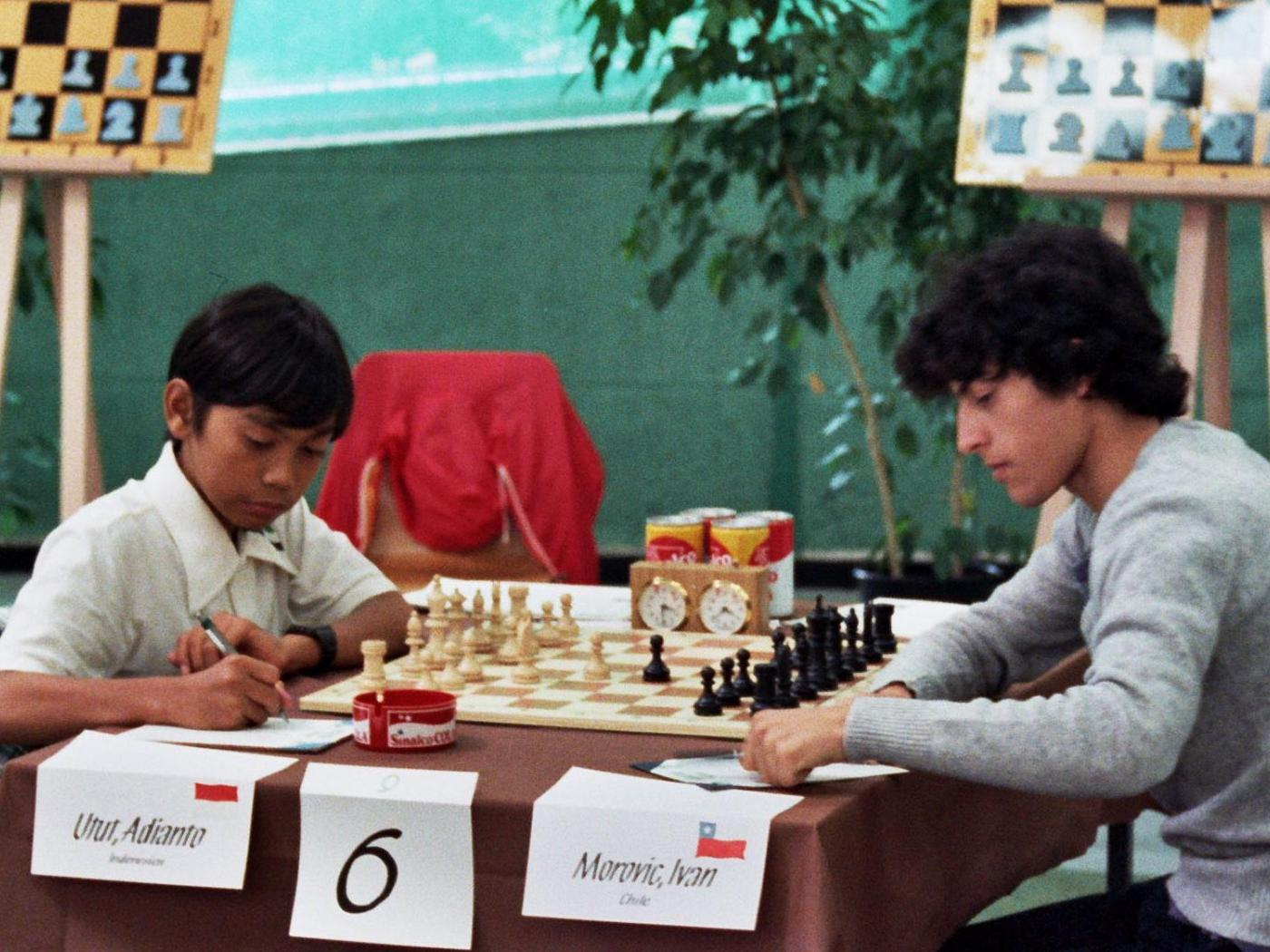
Utut und Iván Morovic bei der Juniorenweltmeisterschaft im Schach 1980

1978 gewann er die Juniorenmeisterschaft Jakartas, 1979 in Jakartas Unterbezirk Cipayung die indonesische Juniorenmeisterschaft in der Altersklasse U19. 1980 nahm er an der Junioren-Weltmeisterschaft in Dortmund teil. Die indonesische Einzelmeisterschaft konnte er 1982 in Bandung gewinnen, als jüngster Indonesier bis zu diesem Zeitpunkt. 1987 gewann er ein Turnier in San Francisco. In Jakarta wurde er 1992 zum zweiten Mal indonesischer Einzelmeister. Das Meisterturnier des Schachfestivals Biel gewann er 1994.
Er nahm an den FIDE-K.-o.-Weltmeisterschaften 1997, 1999, 2000 und 2004 teil, wobei er jedoch nie über die zweite Runde hinauskam. So besiegte er 1997 in Groningen zwar in der ersten Runde Wang Zili, schied jedoch in der zweiten Runde gegen Pjotr Swidler aus. 1999 in Las Vegas verlor er in der ersten Runde gegen Daniel Fridman. 2000 in Neu-Delhi scheiterte er in der zweiten Runde an Peng Xiaomin. 2004 in Tripolis siegte er zwar in der ersten Runde gegen Jewgeni Alexejew, verlor aber in der zweiten Runde gegen Wladimir Hakobjan. Beim Schach-Weltpokal 2005 in Chanty-Mansijsk schied er in der ersten Runde gegen Giovanni Vescovi aus.
Mit der indonesischen Nationalmannschaft nahm er zwischen 1982 und 2006 an acht Schacholympiaden teil mit einem Gesamtergebnis von 57,5 Punkten aus 96 Partien (+41 =33 −22), wobei er 1986 in Dubai eine individuelle Silbermedaille für sein Ergebnis von 11 aus 14 am zweiten Brett erhielt und 2000 in Istanbul eine individuelle Goldmedaille für sein Ergebnis von 7,5 aus 9 am ersten Brett mit einer Elo-Leistung von 2763. Utut Adianto spielte außerdem am Spitzenbrett der indonesischen Nationalmannschaft bei den asiatischen Mannschaftsmeisterschaften 1991 in Penang und 1993 in Kuala Lumpur, beim Schachwettbewerb der Asienspiele 2006 in Doha und beim Schachwettbewerb der Hallen-Asienspiele 2007 in Macau.
In der deutschen Schachbundesliga war Utut Adianto in der Saison 1988/89 für Rochade Bielefeld gemeldet, kam aber nicht zum Einsatz.
FIDE-Meister wurde er 1983, Internationaler Meister im Jahr 1985. Auf dem FIDE-Kongress 1986 in Dubai wurde er zum Großmeister unter der Bedingung ernannt, dass er eine Elo-Zahl von mindestens 2450 erreicht. Dies gelang ihm bereits in der nächsten Eloliste vom Januar 1987. 2005 verlieh ihm der Weltschachbund FIDE den Titel FIDE Senior Trainer.
Utut Adianto hat nach dem im Juli 2013 ausgetragenen Bieler Schachfestival keine Elo-gewertete Partie mehr gespielt und wird daher bei der FIDE als inaktiv geführt.

## Partiebeispiel
|   | a | b | c | d | e | f | g | h |   |
| 8 |   |   |   |   |   |   |   |   | 8 |
| 7 |   |   |   |   |   |   |   |   | 7 |
| 6 |   |   |   |   |   |   |   |   | 6 |
| 5 |   |   |   |   |   |   |   |   | 5 |
| 4 |   |   |   |   |   |   |   |   | 4 |
| 3 |   |   |   |   |   |   |   |   | 3 |
| 2 |   |   |   |   |   |   |   |   | 2 |
| 1 |   |   |   |   |   |   |   |   | 1 |
|   | a | b | c | d | e | f | g | h |   |

Im Liechtenstein Open zu Schaan 1993, das er mit 8 Punkten aus 9 Runden gewinnen konnte, gelang Adianto mit Schwarz gegen Alexander Baburin eine hübsche Kombination:
Baburin–Adianto 0:1
Schaan, 1993
Angenommenes Damengambit, D25
1. d2–d4 d7–d5 2. c2–c4 d5xc4 3. Sg1–f3 Sg8–f6 4. e2–e3 a7–a6 5. Lf1xc4 b7–b5 6. Lc4–d3 Lc8–b7 7. 0–0 e7–e6 8. a2–a4 b5–b4 9. Sb1–d2 Sb8–d7 10. Sd2–b3 c7–c5 11. d4xc5 Sd7xc5 12. Sb3xc5 Lf8xc5 13. Dd1–c2 Ta8–c8 14. Dc2–e2 Dd8–b6 15. e3–e4 h7–h6 16. a4–a5 Db6–a7 17. Sf3–d2 Da7–a8 18. Kg1–h1 h7–h5 19. f2–f3 h5–h4 20. Sd2–c4? besser 20. Tf1–d1 mit der Verteidigungsmöglichkeit 20. … Sf6–h5 21. Sd2–f1 20. … Sf6–h5 21. Lc1–e3 Diagramm Sh5–g3+ 22. h2xg3 h4xg3+ 23. Kh1–g1 Ke8–e7! (leitet das Räumungsopfer 24. … Th8–h1+ ein) 24. De2–e1 Th8–h1+  Da das Matt nicht zu vermeiden ist, gab Weiß auf.